# Воронезький цукровий завод
Воронезький цукровий завод — підприємство харчової промисловості у селищі міського типу Вороніж Глухівського району, Сумської області, яке припинило своє існування.

## Історія
Цукровий завод в селищі Вороніж Воронезької волості Глухівського повіту Чернігівської губернії Російської імперії був побудований у 1850 роках, і спочатку був невеликим підприємством з ручною працею, на якому працювали в основному кріпаки.
У 1885 році на цукровому заводі (який на той час належав цукрозаводчику Терещенко) працювало 509 робітників.
Під час першої російської революції восени 1905 року робітники цукрового заводу та залізничної станції розпочали страйк, але він був придушений.
У 1918 році було встановлено владу Української Народної Республіки. Після закінчення бойових дій громадянської війни, зруйнований 1919 року денікінцями цукровий завод було відновлено і 1922 року він відновив роботу. У 1923 році завод майже досяг довоєнного рівня виробництва. В 1927 завод почав отримувати електрику від Шосткінської ТЕЦ. У 1936 році виробив 116 120 центнерів цукру.
У ході Другої світової війни з 27 серпня 1941 року до 2 вересня 1943 року селище було окуповане німецькими військами.
У 1944 завод відновив роботу і виробив 54,9 тис. центнерів цукру. У наступні роки почалося впровадження для підприємства нових технологій, що збільшило випуск цукру. У 1948 році завод виробив на 10 тис. центнерів цукру більше, ніж в 1939.
У 1960 році розпочалася нова реконструкція підприємства, в ході якої основний корпус заводу був перебудований, а всі парові машини замінили на електричні.
В цілому, за радянських часів цукровий завод входив до числа провідних підприємств селища.
Після проголошення незалежності України завод перейшов у володіння державного комітету харчової промисловості України. Надалі, державне підприємство було перетворено на відкрите акціонерне товариство.
Навесні 2002 власником підприємства стала дніпропетровська інвестиційна група "Інтерпайп", але влітку 2003 року завод не пройшов атестацію як виробник цукру квоти А. В травні 2004 року завод був проданий компанії ТОВ "Сумиагроцукор" .
У 2006 році завод зупинив роботу у зв'язку з нестачею сировини, оскільки вирощений на околицях буряк йшов на Буринський цукровий завод. У березні 2007 року було порушено справу про банкрутство заводу.
До 2012 завод вже не функціонував.